# Renaud Matignon
Pour les articles homonymes, voir Matignon.
Renaud Matignon (Metz, 1er septembre 1935 - Boulogne-Billancourt, 6 février 1998) est un écrivain et un journaliste  français qui a travaillé notamment au Figaro et au Figaro littéraire.

## Biographie
Renaud Matignon naît à Metz, en Lorraine, le 1er septembre 1935. Il débute dans la presse à l'hebdomadaire culturel Arts (lancé par Georges Wildenstein, dirigé par André Parinaud) en 1954. Il travaille par la suite au Nouveau Candide, à la Nouvelle Revue française, au Figaro et au Figaro littéraire.
Avec Philippe Sollers, Jean-René Huguenin et Jean-Edern Hallier, il lance la revue Tel Quel dont il se sépare très vite.
De 1964 à 1974, Renaud Matignon est le directeur littéraire du Mercure de France (dirigé par Simone Gallimard).
Il ne publia aucun livre de son vivant. Le recueil de ses articles du Figaro littéraire, La Liberté de blâmer… (préfacé par Jacques Laurent, de l'Académie française, édit. Bartillat 1998), permet de goûter des échantillons de son style acéré et quelques-unes de ses trouvailles vachardes... Exemples : Jean-Louis Bory : « Ce Spartacus de la braguette » ; Régis Debray : « À tout seigneur tout honneur : M. Debray commence par lui-même » ; Max Gallo : « Le Malraux des campings »...
Il avait épousé Andrée Malves, qui devint elle-même écrivaine sous le nom de « Julie Matignon ».

## Publications
- La Liberté de blâmer... (préface de Jacques Laurent, de l'Académie française), édit. Bartillat, 1998.

## Prix et distinctions
- Prix Richelieu 1996.